# Enoch L. Johnson
Enoch Lewis "Nucky" Johnson (20. ledna 1883 – 9. prosince 1968) byl politik v Atlantic City v New Jersey. Byl také velkým bossem v oblasti organizovaného zločinu a to hlavně za dob prohibice.

## Život
Narodil se v irské rodině 20. ledna 1883 v Galloway Township v New Jersey. Roku 1906 se oženil s Mabel Jeffriesovou. Roku 1905 se stal zástupcem šerifa v Mays Landing v Atlantic City a v roce 1908 byl jmenován do funkce šerifa, ale roku 1911 byl z pozice sesazen soudem.
Už během svých kariérních let na pozici šerifa se začal zajímat o politiku a roku 1909 vstoupil do Republikánské strany. Jeho politická kariéra později nabrala vyšších obrátek a dostal se až na vysokou pozici.
Bydlel v hotelu Ritz-Carlton v Atlantic City. Měl svého německého pomocníka Louise Kessela, jeho pravou rukou však byl Jimmy Boyd. Největší rozmach jeho moci nastal během prohibice. Byl významným obchodníkem s whisky a dalšími lihovinami a spolupracoval například i s Alem Capone, Johnny Torriem, Arnoldem Rothsteinem nebo Lucky Lucianem. Dále provozoval i hazardní herny a řídil obchod s prostitucí. Jeho příjmy se odhadují na 500 000 amerických dolarů ročně, což odpovídá jmění přibližně 6,25 miliónu dolarů v roce 2016.
Roku 1941 byl odsouzen na deset let ve federální věznici za daňové úniky, nicméně z vězení se dostal po čtyřech letech a též nemusel platit ani pokutu 20 000 amerických dolarů. Zemřel 9. prosince 1968 v Northfieldu v New Jersey.

## V kultuře
O jeho moci v politice a jeho zločineckém impériu byl natočen seriál Impérium - Mafie v Atlantic City (v originále Boardwalk Empire), který získal několik ocenění. Mezi skutečným Johnsonem a fiktivním Thompsonem: není například známo, že by Jonson někdy někoho zabil nebo ho nechal zabít jinými lidmi.